# Philippe Boullé
Pour les articles homonymes, voir Boullé.
Philippe Boullé est un général et homme politique français né le 23 juin 1790 à Pluneret (Morbihan) et décédé le 22 février 1868 à Vannes (Morbihan).

## Biographie
Philippe Boullé est le fils de Vincent Alexis Boullé, négociant, procureur du district, commissaire du département, juge de paix et professeur, propriétaire du château du Pargo, et de Thérèse Lauzer. Il est le neveu du baron Jean-Pierre Boullé.
Marié avec Marie Joseph Barbedienne, il est le beau-père de son neveu Germain Boullé.
Militaire de carrière, il quitte l'armée en 1852 avec le grade de maréchal de camp. Il est député du Morbihan de 1854 à 1863, siégeant au sein de la majorité dynastique.

## Sources
- « Philippe Boullé », dans Adolphe Robert et Gaston Cougny, Dictionnaire des parlementaires français, Edgar Bourloton, 1889-1891 [détail de l’édition]